# Fronte della Gioventù
Il Fronte della Gioventù (FdG) è stata l'organizzazione giovanile del Movimento Sociale Italiano - Destra Nazionale.
Nacque nel settembre 1971 dalla fusione dell'organizzazione studentesca Giovane Italia con il Raggruppamento giovanile studenti e lavoratori del MSI.
Sebbene ufficialmente correlata con il MSI, il Fronte della Gioventù costituì un laboratorio politico autonomo con un dibattito interno sempre molto acceso; testimonianza di ciò furono le numerose volte in cui fu criticata la linea politica del Movimento Sociale Italiano. I suoi iscritti inoltre non erano automaticamente iscritti anche al partito.
L'orientamento politico del FdG è stato definito post-fascista o di estrema destra, mentre lo stesso si autodefiniva "nazional rivoluzionario". Da altri è stato considerato neofascista.
All'indomani della nascita di Alleanza Nazionale con il congresso di Fiuggi del 1995, si trasformò pochi mesi dopo in Azione Giovani.

## Storia

### La fusione tra Giovane Italia e Raggruppamento Giovanile

Manifestazione del FdG romano negli anni '70. In primo piano Teodoro Buontempo

Nel tentativo di superare tale impasse e creare una organizzazione dei giovani di destra più forte e articolata, all'inizio degli anni settanta Massimo Anderson e Pietro Cerullo, fecero confluire i principali movimenti giovanili di destra del tempo, ossia la Giovane Italia e il Raggruppamento Giovanile degli studenti e lavoratori del MSI, in un nuovo soggetto politico chiamato “Fronte della Gioventù”, con Anderson segretario e Cerullo presidente. La giunta nazionale del FdG si insediò il 6 settembre 1971. Nell ottobre 1971 si tenne a Montesilvano il primo corso nazionale di aggiornamento per dirigenti del FdG.
L'unione avvenne contestualmente alla nascita del MSI-DN, (Movimento Sociale Italiano Destra Nazionale), il partito che vide l'unione tra il Movimento Sociale Italiano, da sempre legato all'esperienza della Repubblica Sociale Italiana, e il Partito Democratico Italiano di Unità Monarchica, partito conservatore filo monarchico. Una quota minoritaria degli scritti del PDIUM rifiutò di riconoscersi in una piattaforma comune con gli eredi del fascismo e si scisse fondando Alleanza Monarchica. La maggioranza del PDIUM confluì nel nuovo MSI-DN.
A livello giovanile, vista l'impronta ideologica e la composizione dell'organizzazione, il Fronte della Gioventù può essere considerato come la più consistente organizzazione giovanile di carattere neofascista nell'Italia della Prima Repubblica.
Nel 1972 anche i giovani monarchici e associazioni minori come il Comitato Tricolore entrarono nel Fronte della Gioventù. Nel 1975 quest'ultimo, vista la non risolta divergenza con la dirigenza missina sul modo di fare politica, si ricostituì in formazione autonoma.

### La violenza politica
Come per molte altre organizzazioni del tempo che non avevano una linea politica improntata al solo ambito istituzionale, il Fronte della Gioventù si misurò con la violenza politica che segnò i cosiddetti anni di piombo.
La dimensione violenta dello scontro politico che coinvolse i militanti del FdG con le forze politiche avverse, in particolare quelle della Sinistra extraparlamentare, causò la morte di tanti attivisti di destra e di sinistra, fra i quali i militanti del Fronte della Gioventù Sergio Ramelli, Francesco Cecchin e Paolo Di Nella.
Alcuni militanti del Fronte della Gioventù confluirono, negli anni '70, in diversi gruppi neofascisti tra i quali Ordine Nuovo, Terza Posizione e Lotta Popolare. Alcuni militanti romani passarono al cosiddetto "spontaneismo armato", e crearono i Nuclei Armati Rivoluzionari, una delle principali organizzazioni terroristiche dell'estrema destra italiana, in cui militarono anche Valerio Fioravanti e Francesca Mambro.

### Gli anni '80
Nonostante le numerose difficoltà, il Fronte della Gioventù continuò ad attirare un notevole numero di giovani, colpendo l'attenzione di molti osservatori politici.
Nel 1977 l'autonomia del FdG rispetto al MSI fu seriamente compromessa: in seguito ad una scissione interna al partito e all'abbandono dello stesso da parte di Massimo Anderson il 3 giugno 1977, il 5 giugno si tiene l'Assemblea nazionale del FdG e viene eletta la nuova segreteria composta da: Marco Tarchi (vice), Biagio Cacciola, Stefania Paternò, Claudio Caparvi, Gianfranco Fini, Fabio Fatuzzo e Guido Virzì.
Giorgio Almirante l'8 giugno nominò come nuovo segretario dell'organizzazione Gianfranco Fini, allora venticinquenne. Il 15 ottobre 1977 uscì il primo numero di "Dissenso", la rivista ufficiale del Fronte.

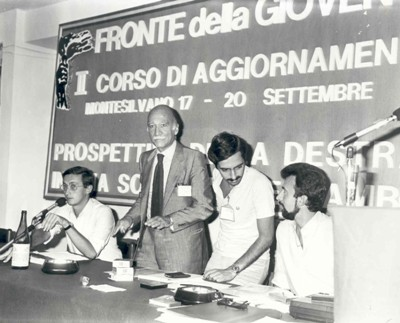
Gianfranco Fini, a sinistra, ad un corso nazionale del Fronte della Gioventù a Montesilvano nel 1981, insieme a Giorgio Almirante, con a destra gli allora dirigenti nazionali del FdG Maurizio Gasparri e, seduto, Almerigo Grilz

Nello stesso anno nacque il fenomeno, ispirato dall'ambiente giovanile rautiano, dei Campi Hobbit e della cosiddetta Nuova Destra.
Fu la stagione in cui anche a destra esplose il fenomeno delle radio libere e in cui nell'ambiente del Fdg nacquero giornali di "fuoriuscita" dalla destra istituzionale, quali Dissenso e il foglio satirico La voce della fogna. Nel medesimo ambiente di destra cominciarono a diffondersi le musicassette di gruppi di musica alternativa quali La Compagnia dell'anello, gli ZPM, gli Amici del Vento e di vari cantautori di area, fra cui Leo Valeriano, Fabrizio Marzi, Michele di Fiò, Massimo Morsello e altri ancora.
Nacquero i movimenti ambientalisti Gruppi Ricerca Ecologica e, alcuni anni dopo, Fare Verde che fu guidato da Paolo Colli; a partire da metà degli anni ottanta gli studenti del FdG vennero organizzati nell'organizzazione Fare Fronte per il contropotere studentesco, che in diverse città italiana diede vita a cortei e occupazioni di istituti superiori.
All'interno del movimento, intanto, lo scontro fra finiani (Gasparri, La Russa, Pasetto, Sospiri) e rautiani (guidati da Gianni Alemanno, Marco Valle, Antonello Ferdinandi, Flavia Perina, Riccardo Andriani, Paola Frassinetti, Fabio Granata e Andrea Augello) continuava particolarmente acceso. Fini rimase in carica sino al 1988, quando passò ad occuparsi esclusivamente del partito, e al suo posto fu eletto Alemanno. Anche la componente giovanile legata a Segnali di Vita di Beppe Niccolai (che annoverava tra gli altri Pietrangelo Buttafuoco, Adolfo Urso, Umberto Croppi e Beppe Nanni) entrò nella gestione del Fronte della Gioventù di Alemanno e un suo componente, Enzo Raisi, divenne suo vice segretario nazionale.

Gianni Alemanno, segretario del FdG alla fine degli anni ottanta

La Segreteria di Gianni Alemanno, che faceva capo alla componente rautiana (minoritaria nel MSI-DN, ma maggioritaria in quegli anni nel Fronte) si caratterizzò rispetto alla gestione Fini per una più spiccata linea movimentista e per la ripresa di tematiche antiamericane ed antioccidentali: a questo proposito va ricordata la manifestazione di protesta compiuta nel 1989 durante la visita di George H. W. Bush al cimitero americano di Nettuno, che culminò con l'arresto di 11 militanti del Fronte tra i quali l'allora segretario Gianni Alemanno e il dirigente nazionale Fabio Rampelli.

### Primi anni '90 e scioglimento
In quegli anni venne creata la figura del presidente del Fronte della Gioventù e ne venne nominato Maurizio Gasparri, facente capo alla componente finiana, creando così di fatto una diarchia interna, che aveva lo scopo di evitare tensioni correntizie e di consentire un parziale controllo dell'organizzazione giovanile da parte maggioranza interna dell'MSI-DN.
Nel settembre 1990, alla festa nazionale del Fronte della Gioventù a Siracusa, intervenne il magistrato Paolo Borsellino, insieme al parlamentare regionale del MSI Giuseppe Tricoli, Gianni Alemanno, Maurizio Gasparri e all'allora vicesegretario del FdG Fabio Granata.
L'anno seguente, specie a Roma, gran parte dei quadri dirigenti e dei militanti di area rautiana, tra cui Ugo Cassone, Stefano Filetti, Stefano Schiavi, fuoriuscirono creando il gruppo extraparlamentare "Meridiano Zero".
Si susseguirono poi alla guida del Fronte della Gioventù il romano Riccardo Andriani, il calabrese Giuseppe Scopelliti e il siciliano Basilio Catanoso, che la traghettò in Azione Giovani.
Infatti, dopo la svolta di Fiuggi del gennaio 1995 con la nascita di Alleanza Nazionale, nel luglio 1996 fu organizzato a Rieti un congresso nazionale giovanile a cui presero parte i rappresentanti delle organizzazioni giovanili storiche del Movimento Sociale Italiano (Fronte della Gioventù, e Fronte Universitario d'Azione Nazionale) e dell'associazione studentesca Fare Fronte, che si sciolsero nella nuova organizzazione giovanile di An Azione Giovani.

## Organizzazione
L'iscrizione al Fronte della Gioventù era aperta ai giovani che avevano compiuto il 14º anno di età e non superato il 26° (o il 28° se si trattava di dirigenti).
Le iscrizioni non erano “automatiche”, ma venivano accettate solo dopo un certo periodo di frequenza e di militanza e dopo aver seguito riunioni e corsi di formazione; ciò al fine di far aderire solo persone con una certa preparazione politica e con cognizione di causa. Inoltre per entrare a far parte del Fronte della Gioventù bisognava essere presentati da un altro militante; nessuno poteva iscriversi senza conoscere un esponente del Fronte che lo presentasse agli altri militanti.
L'iscrizione al Fronte della Gioventù era distinta ed autonoma rispetto all'iscrizione al Movimento Sociale Italiano; ciò a testimonianza di una certa autonomia del movimento giovanile rispetto al partito di riferimento.
Proprio per questo motivo gli associati venivano suddivisi in militanti e aderenti: i militanti erano i giovani che risultavano contemporaneamente iscritti sia al MSI che al FdG, gli aderenti invece erano i giovani che risultavano iscritti soltanto al FdG.

### I quadri
Il Fronte della Gioventù si articolava in due settori: la "corporazione studentesca" e le "formazioni giovanili nel lavoro", ognuna delle quali aveva un suo Consiglio Nazionale e in tutte le province e i comuni d'Italia i propri quadri corrispondenti. C'erano poi il settore "stampa e propaganda" e il settore "attivisti".
Il segretario del FdG nominava poi una "direzione nazionale" di una ventina di componenti, cui faceva parte di diritto il presidente del FUAN.
A livello provinciale il Fronte della Gioventù era organizzato tramite un segretario provinciale (che faceva parte di diritto della giunta provinciale del MSI) coadiuvato da un direttivo; negli istituti scolastici, in cui l'organizzazione era presente, era nominato un responsabile (detto fiduciario). I dirigenti nazionali e i segretari provinciali eletti (che erano iscritti al MSI), partecipavano di diritto ai congressi nazionali del partito.

## Segretari
- Massimo Anderson (1971 – 3 giugno 1977)
  - Franco Petronio (reggente) (3 giugno 1977 – 8 giugno 1977)
- Gianfranco Fini (8 giugno 1977 – 1988)
- Gianni Alemanno (1988 – 1991)
- Riccardo Andriani (1991 – 1993)
- Giuseppe Scopelliti (1993 – 1995)
  - Comitato di reggenza (1995 – 1996)
- Basilio Catanoso (1996)